# Dave Hunt
Dave Hunt (1926 - 5 de abril de 2013) foi um cristão  pesquisador de escatologia dispensacionalista baseado na visão cristã-protestante.
Devido a suas pesquisas em áreas como profecias, criacionismo, misticismo oriental, fenômenos psíquicos, seitas e ocultismo, realizava muitas conferências nos EUA e em outros países, também sendo entrevistado freqüentemente no rádio e na televisão. Começou a escrever em tempo integral após trabalhar por 20 anos como consultor em Administração e na direção de várias empresas. Dave Hunt escreveu mais de 20 livros com vendas totais que passam dos 3.000.000 de exemplares.